# Rodolphe Desdunes
Œuvres principales
Nos Hommes et Notre Histoire, 1911
Rodolphe Lucien Desdunes (La Nouvelle-Orléans, 15 novembre 1849 - Omaha (Nebraska), 14 août 1928) était un écrivain, militant des droits civiques et agent des douanes américain connu par son rôle dans le cas Plessy v. Ferguson.

## Biographie
Sa mère était cubaine et son père haïtien, et la famille Desdunes – qui appartenait à la communauté de Créoles de Louisiane – travaillait dans une plantation du tabac et pour la fabrication des cigares.
Rodolphe Lucien Desdunes étudia le droit à la Straight University (en) et travailla comme agent des douanes et comme professeur à la Couvent School (en) et pour des publications comme Crusader. Il fut membre du parti républicain et fonda le Comité des citoyens contre les lois ségrégationnistes.
Il se maria deux fois (Mathilde Cheval Denebourg et Clementine Walker) et eut 9 enfants ; parmi eux Daniel Desdunes (en).
Il décéda au Nebraska d'un cancer du larynx.

## Œuvres
To the French High Commission (Hommage de la population de couleur)
Messieurs,
Héros, Vous qui Venez de la France lointaine,
Vous, défenseurs du droit et de la liberté ;
Des humbles descendants de la race africaine,
Veuillez bien accueillir l'hommage mérité.
Nous, aussi, nous voulons témoigner à la France,
Au nom de l'avenir, du présent, du passé,
Nos sincères souhaits, notre reconnaissance,
Tel que, de tous les temps, notre âme la pense.
Nous avons admiré l'illustre Lafayette,
Le Divin Lamartine et le sublime Hugo,
De nos Dumas, la France est seule qui s'inquiète,
Qui, par amour du bien, sait consacrer le beau.
Rodolphe Desdunes
- Nos hommes et notre histoire, 1911.